# Operace Lot
Operace Lot (hebrejsky: מבצע לוט, Mivca Lot) byla vojenská akce izraelské armády provedená v listopadu 1948 během první arabsko-izraelské války, po vzniku státu Izrael. Operace byla vedená na severovýchodním okraji Negevské pouště a přinesla izraelský úspěch a ovládnutí jihozápadního břehu Mrtvého moře.

## Dobové souvislosti
Během října 1948 Izraelci mimořádně zlepšili svou vojenskou situaci na jihu země. Zejména Operace Jo'av a na ni napojené menší operace dokázaly zlikvidovat egyptský koridor oddělující Negevskou poušť od centra státu. Izrael mohl začít upevňovat svou vládu nad Negevem a rozšířit své území i o ekonomicky významné areály chemického průmyslu u Mrtvého moře. Podle plánu na rozdělení Palestiny Organizace spojených národů z konce roku 1947 mělo být toto území začleněno do židovského státu.

## Průběh operace
Operace byla provedena ve dnech 24. - 25. listopadu 1948. Začala ale už 23. listopadu dobytím policejní stanice v lokalitě Kurnub. Izraelská armáda pak postupovala pouštní krajinou na východ od města Beerševa, okolo Tel Aradu, až ke břehům Mrtvého moře do lokality biblické Sodomy, kam dorazila 25. listopadu. Zde se nacházela chemická továrna Dead Sea Works, která byla do té doby již šest měsíců odříznuta a se kterou bylo možné jen letecké spojení. Akci provedla Negevská brigáda. Izraelci kromě toho obsadili severní část údolí Vádí al-Araba při hranici se Zajordánskem. Jejich protivníkem byla Arabská legie, která poblíž Sodomy měla malou základnu a pořádala z ní pravidelné hlídky směrem k západu.